# 24 Heures du Mans 1950
Navigation
Édition précédente Édition suivante
Les 24 Heures du Mans 1950 sont la 18e édition de l'épreuve et se déroulent les 24 et 25 juin 1950 sur le circuit de la Sarthe.

## Nombre de pilotes qualifiés pour la course
En cette année 1950, 120 pilotes prennent le départ de la course, ce qui constitue un nouveau record en termes de participations. Trois femmes dont un équipage sont également présentes sur la ligne de départ.
| 71 Français   | 31 Britanniques   | 7 Américains | 2 Argentins | 2 Belges |
| 2 Néerlandais | 2 Tchécoslovaques | 1 Dominicain | 1 Italien   | 1 Suisse |

## Classement final de la course

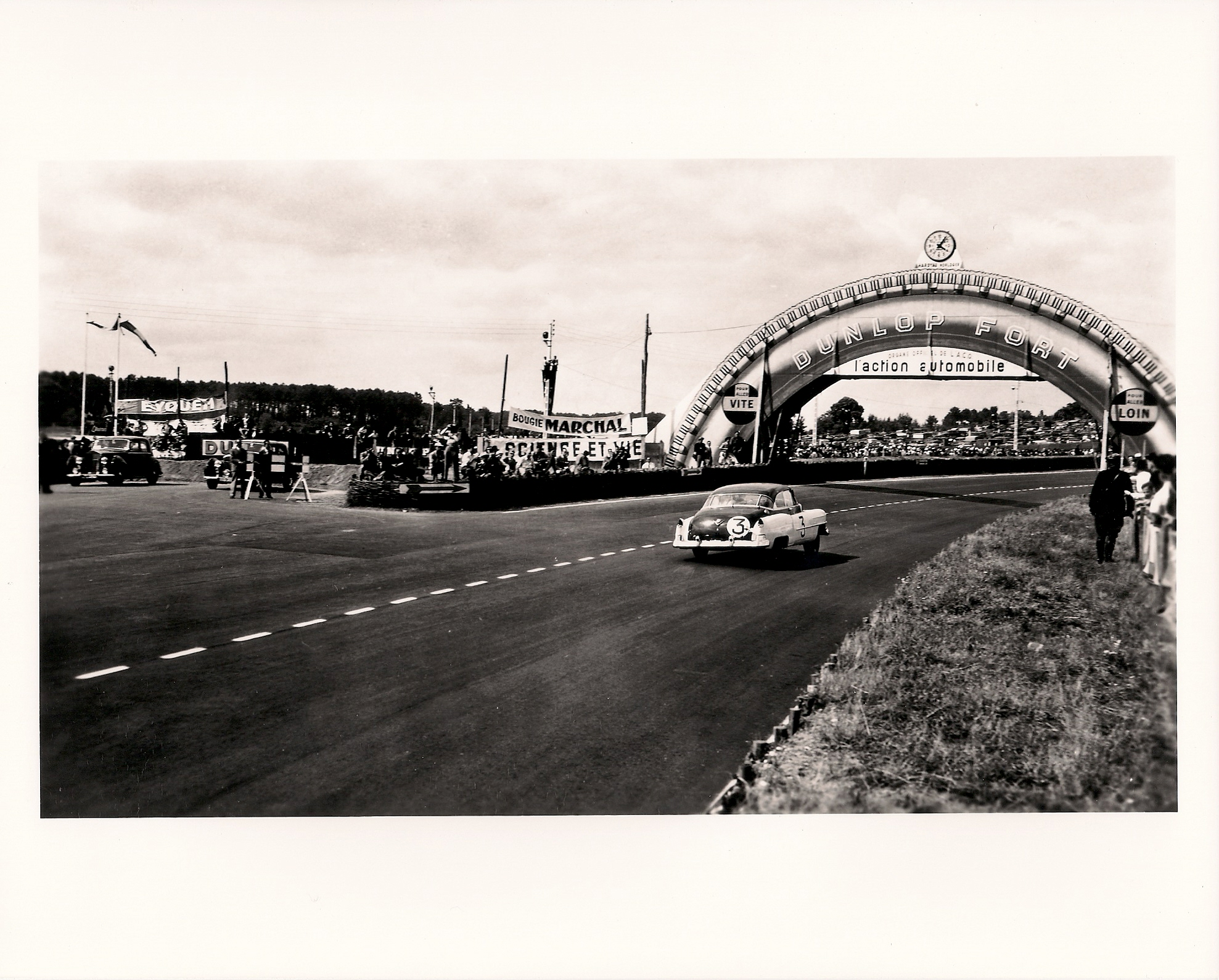
La Type 61 Coupé de Ville « Clumsy Pup », 10e au classement général.

| Pos. | Catégorie | no | Écurie                        | Pilotes                                       | Châssis                                | Moteur                                | Pneus | Tours |
| ---- | --------- | -- | ----------------------------- | --------------------------------------------- | -------------------------------------- | ------------------------------------- | ----- | ----- |
| 1    | S 5.0     | 5  | Louis Rosier                  | Louis Rosier Jean-Louis Rosier                | Talbot-Lago T26 GS                     | Talbot-Lago 4.5L I6                   | D     | 256   |
| 2    | S 5.0     | 7  | Pierre Meyrat                 | Pierre Meyrat Guy Mairesse                    | Talbot-Lago ex Monoplace Décalée       | Talbot-Lago 4.5L I6                   | D     | 255   |
| 3    | S 8.0     | 4  | S.H. Allard                   | Sydney Allard Tom Cole Jr.                    | Allard J2                              | Cadillac 5.4L V8                      | D     | 251   |
| 4    | S 5.0     | 14 | Healey Motors Ltd.            | Tony Rolt Duncan Hamilton                     | Nash-Healey E                          | Nash 3.8L I6                          | D     | 250   |
| 5    | S 3.0     | 19 | Aston Martin Ltd.             | George Abecassis Lance Macklin                | Aston Martin DB2                       | Aston Martin 2.6L I6                  | D     | 249   |
| 6    | S 3.0     | 21 | Aston Martin Ltd.             | Charles Brackenbury Reg Parnell               | Aston Martin DB2                       | Aston Martin 2.6L I6                  | D     | 244   |
| 7    | S 3.0     | 18 | Henri Louveau                 | Henri Louveau Jean Estager                    | Delage D6-3L                           | Delage 3.0L I6                        | D     | 241   |
| 8    | S 5.0     | 11 | E.R. Hall                     | Eddie Hall Tom Clarke                         | Bentley Corniche TT                    | Bentley 4.3L I6                       | India | 236   |
| 9    | S 2.0     | 30 | H.J. Aldington                | Donald Mathieson Richard Stoop                | Frazer Nash Mille Miglia               | Bristol 2.0L I6                       | D     | 235   |
| 10   | S 8.0     | 3  | Briggs Cunningham             | Miles Collier Sam Collier                     | Type 61 Coupé de Ville « Clumsy Pup »  | Cadillac 5.4L V8                      | F     | 233   |
| 11   | S 8.0     | 2  | Briggs Cunningham             | Briggs Cunningham Phil Walters                | Cadillac Spider « Le Monstre »         | Cadillac 5.4L V8                      | F     | 232   |
| 12   | S 5.0     | 15 | P.T.C. Clark                  | Peter C. Clark Nick Haines                    | Jaguar XK120S                          | Jaguar 3.4L I6                        | D     | 230   |
| 13   | S 5.0     | 6  | André Chambas                 | André Chambas André Morel                     | Talbot-Lago Grand Sport Coupé          | Talbot-Lago 4.5L I6                   | D     | 228   |
| 14   | S 5.0     | 12 | H.S.F. Hay                    | H.S.F. Hay Hugh Hunter                        | Bentley 4¼ Paulin                      | Bentley 4.3L I6                       | D     | 225   |
| 15   | S 5.0     | 16 | P.C.D. Walker                 | Peter Whitehead John Marshall                 | Jaguar XK120S                          | Jaguar 3.4L I6                        | D     | 225   |
| 16   | S 1.5     | 36 | Jowett Cars (en)              | Tommy Wisdom Tommy Wise                       | Jowett Jupiter R1 (en)                 | Jowett Jupiter 1.5L Flat-4 (en)       | D     | 220   |
| 17   | S 3.0     | 22 | Robert Lawrie                 | Robert Lawrie Geoffrey Beetson                | Riley RMB (en)                         | Riley 2.5L I4                         | D     | 213   |
| 18   | S 1.5     | 39 | G.E. Phillips                 | George Phillips Eric Winterbottom             | MG TC Special Body                     | MG 1.2L I4                            | D     | 208   |
| 19   | S 3.0     | 23 | N.H. Mann                     | Nigel Mann Mortimer Morris-Goodall            | Healey Elliott                         | Riley 2.4L I4                         | D     | 203   |
| 20   | S 2.0     | 31 | N.R. Culpan                   | Norman Culpan Lt. Cdr. Peter Wilson           | Frazer Nash High Speed Le Mans Replica | Bristol 2.0L I6                       | D     | 201   |
| 21   | S 750     | 51 | Rudy Letov Letnany            | Maurice Gatsonides Henk Hoogeveen             | Aero Minor Sport (cs)                  | Aero Minor 0.7L Flat-2 (cs) (2 temps) | Barum | 184   |
| 22   | S 750     | 52 | Ets. Monopole                 | Jean de Montrémy Jean Hémard                  | Monopole X84 Tank                      | Panhard 0.6L Flat-2                   | D     | 180   |
| 23   | S 750     | 58 | Automobiles Deutsch et Bonnet | René Bonnet Élie Bayol                        | DB Tank                                | Panhard 0.6L Flat-2                   | D     | 175   |
| 24   | S 1.1     | 46 | J.L.V. Sandt                  | Jean Sandt Hervé Coatalen                     | Renault 4CV                            | Renault 0.8L I4                       | E     | 171   |
| 25   | S 1.1     | 48 | Jacques Lecat                 | Jacques Lecat Louis Pons                      | Renault 4CV                            | Renault 0.8L I4                       | E     | 170   |
| 26   | S 750     | 55 | Auguste Lachaize              | Auguste Lachaize Albert Debille               | Panhard Dyna X84 Sport                 | Panhard 0.6L Flat-2                   | D     | 168   |
| 27   | S 1.1     | 45 | Just-Émile Vernet             | Just-Émile Vernet Roger Eckerlein             | Renault 4CV                            | Renault 0.8L I4                       | E     | 158   |
| 28   | S 750     | 56 | Raymond Gaillard              | Raymond Gaillard Pierre Chancel               | Callista RAN                           | Panhard 0.6L Flat-2                   | D     | 153   |
| 29   | S 750     | 57 | Louis Eggen                   | Louis Eggen « Escale »                        | Panhard Dyna X84                       | Panhard 0.6L Flat-2                   | E     | 151   |
| Abd. | S 5.0     | 17 | Leslie Johnson                | Leslie Johnson Bert Hadley                    | Jaguar XK120S                          | Jaguar 3.4L I6                        | D     | 220   |
| Dsq. | S 5.0     | 8  | Écurie Lutetia                | Charles Pozzi Pierre Flahaut                  | Delahaye 175 S                         | Delahaye 4.5L I6                      | D     | 165   |
| Abd. | S 2.0     | 28 | Lord Seldson                  | Lord Seldson Jean Lucas                       | Ferrari 166 MM                         | Ferrari 2.0L V12                      | E     | 164   |
| Abd. | S 1.1     | 43 | Automobiles Gordini           | Georges Blondel Raoul Martin                  | Simca-Gordini T15 S                    | Gordini 1.1L I4                       | D     | 157   |
| Abd. | S 1.1     | 41 | Mmes Rouault et Gordine       | Germaine Rouault Régine Gordine               | Simca-Gordini TMM                      | Gordini 1.1L I4                       | D     | 143   |
| Abd. | S 750     | 49 | Jacques Poch                  | Jacques Poch Edmond Mouche                    | Aero Minor Sport                       | Aero Minor 0.7L Flat-2 (2 temps)      | E     | 139   |
| Abd. | S 1.1     | 40 | Norbert Jean Mahé             | Norbert Jean Mahé Sacha Gordine               | Simca 8                                | Gordini 1.1L I4                       | D     | 126   |
| Abd. | S 3.0     | 24 | Luigi Chinetti                | Luigi Chinetti "Heldé" (Pierre Louis-Dreyfus) | Ferrari 195 S Barchetta                | Ferrari 2.4L V12                      | E     | 121   |
| Abd. | S 5.0     | 10 | Ets. Delettrez                | Jean Delettrez Jacques Delettrez              | Delettrez Diesel                       | Delettrez 4.4L I6 (Diesel)            | D     | 120   |
| Abd. | S 1.1     | 44 | A.Z.N.P.                      | Václav Bobek Jaroslav Netušil                 | Škoda 1101 Sport                       | Škoda 1.1L I4                         | Barum | 120   |
| Abd. | S 750     | 54 | Guy Lapchin                   | Guy Lapchin Charles Plantivaux                | Panhard Dyna X84 Sport                 | Panhard 0.6L Flat-2                   | E     | 115   |
| Abd. | S 3.0     | 33 | Automobiles Gordini           | Juan Manuel Fangio José Froilán González      | Simca-Gordini T15 S                    | Gordini 1.5L compresseur I4           | D     | 95    |
| Abd. | S 1.1     | 47 | Ets. Savin & Leroy            | Fernand Leroy Marcel Joseph                   | Renault 4CV                            | Renault 0.8L I4                       | D     | 92    |
| Abd. | S 750     | 53 | Jacques Savoye                | Jacques Savoye Eugène Dossous                 | Monopole X84 Tank                      | Panhard 0.6L Flat-2                   | D     | 89    |
| Abd. | S 750     | 50 | Sté. Pierre Ferry             | Pierre Ferry Georges Claude                   | Ferry                                  | Renault 0.7L I4                       | E     | 86    |
| Abd. | S 3.0     | 25 | Luigi Chinetti                | Raymond Sommer Dorino Serafini                | Ferrari 195 S Berlinetta               | Ferrari 2.4L V12                      | E     | 82    |
| Abd. | S 1.1     | 42 | Automobiles Gordini           | José Scaron J. Pascal                         | Simca-Gordini T15 S                    | Gordini 1.5L I4                       | D     | 77    |
| Abd. | S 1.5     | 37 | Jacques Brault                | Jacques Brault Louis Paimpol                  | Fiat 1500                              | Fiat 1.5L I4                          | D     | 75    |
| Abd. | S 1.5     | 35 | Automobiles Gordini           | Roger Loyer Jean Behra                        | Simca-Gordini T15 S                    | Gordini 1.5L I4                       | D     | 50    |
| Abd. | S 2.0     | 26 | Luigi Chinetti                | Porfirio Rubirosa Pierre Leygonie             | Ferrari 166 MM                         | Ferrari 2.0L V12                      | E     | 44    |
| Abd. | S 2.0     | 64 | Automobiles Deutsch et Bonnet | René Simone Michel Arnaud                     | DB                                     | Citroën 1.9L I4                       | D     | 44    |
| Abd. | S 5.0     | 1  | M.A.P.                        | Pierre Veyron François Lacour                 | M.A.P.                                 | M.A.P. 5.0L compresseur I4 (Diesel)   | D     | 39    |
| Abd. | S 3.0     | 32 | Automobiles Gordini           | Maurice Trintignant Robert Manzon             | Simca-Gordini T15 S                    | Gordini 1.5L compresseur I4           | D     | 34    |
| Abd. | S 1.1     | 63 | André Gendron                 | André Gendron Jean Vinatier                   | Renault 4CV                            | Renault 0.8L I4                       | D     | 32    |
| Abd. | S 2.0     | 27 | Luigi Chinetti                | Yvonne Simon Michel Kasse                     | Ferrari 166 MM Coupé                   | Ferrari 2.0L V12                      | P     | 25    |
| Abd. | S 750     | 60 | Écurie Verte                  | Emmanuel Baboin Pierre Gay                    | Simca 6                                | Simca 0.6L I4                         | D     | 20    |
| Abd. | S 1.5     | 34 | Automobiles Gordini           | Aldo Gordini André Simon                      | Simca-Gordini T15 S                    | Gordini 1.5L I4                       | D     | 14    |
| Abd. | S 1.1     | 66 | André Guillard                | André Guillard Roger Caron                    | Simca 8                                | Gordini 1.1L I4                       | D     | 13    |
| Abd. | S 3.0     | 20 | Aston Martin Ltd.             | Eric Thompson John Gordon                     | Aston Martin DB2                       | Aston Martin 2.6L I6                  | D     | 8     |
| Abd. | S 750     | 59 | Automobiles Deutsch et Bonnet | Georges Guyot André Chaussat                  | DB Tank                                | Panhard 0.6L Flat-2                   | D     | 6     |
| Abd. | S 5.0     | 9  | Écurie Lutetia                | Gaston Serraud André Guelfi                   | Delahaye 175 S                         | Delahaye 4.5L I6                      | D     | 0     |

Détail :
- La Delahaye 175 S no 8 a été disqualifiée pour perte du plombage du radiateur.

Note :
- Pour la colonne Pneus[1], il faut passer le curseur au-dessus du modèle pour connaître le manufacturier de pneumatiques, sauf pour les marques India et Barum, non modélisées.

## Record du tour
- Meilleur tour en course :  Louis Rosier (no 5, Talbot-Lago T26GS) en 4 min 53 s 5 (165,490 km/h).

## Prix et trophées
- Prix de la Performance :
  -  Aston Martin (no 19, Aston Martin DB2)
  -  Ets. Monopole (no 60, Monopole Tank X84)
- 16e Coupe Biennale :  Ets. Monopole (no 52, Monopole Tank X84)

## Heures en tête
Voitures figurant en tête de l'épreuve à la fin de chaque heure de course :
| no | Voiture                       | Écurie         | Pilotes                        | Heures             | Total     |
| -- | ----------------------------- | -------------- | ------------------------------ | ------------------ | --------- |
| 25 | Ferrari 195S Berlinetta       | Luigi Chinetti | Raymond Sommer Dorino Serafini | 1re à 2e           | 2 heures  |
| 5  | Talbot-Lago T26 GS            | Louis Rosier   | Louis Rosier Jean-Louis Rosier | 3e à 13e 17e à 24e | 19 heures |
| 7  | Talbot-Lago Monoplace Décalée | Pierre Meyrat  | Pierre Meyrat Guy Mairesse     | 14e à 16e          | 3 heures  |

## À noter
- Longueur du circuit : 13,492 km
- Distance parcourue : 3 465,120 km
- Vitesse moyenne : 144,38 km/h
- Écart avec le 2e : 16,030 km